# El vecino alemán
El vecino alemán es un largometraje documental escrito y dirigido por Rosario Cervio y Martín Liji sobre la  vida de Adolf Eichmann en Argentina a través de los ojos de Renate Liebeskind, una joven traductora alemana. Este filme fue estrenado el 7 de junio de 2018 y es el primero realizado en el país con el apoyo del Museo del Holocausto de Buenos Aires y del Instituto Goethe de Buenos Aires.

## Investigación
La película sigue el itinerario del exfuncionario nazi Adolf Eichmann en Argentina bajo la falsa identidad de “Ricardo Klement”, entre el 15 de julio de 1950 y el 20 de mayo de 1960, por Tucumán, Buenos Aires, Olivos y San Fernando, ciudad donde fue finalmente secuestrado por el Mossad para ser trasladado en forma clandestina a Israel. El filme utiliza, entre otros elementos, los testimonios de personas que lo conocieron como vecinos o compañeros de trabajo así como imágenes de archivo del juicio llevado a cabo en Israel que atrajo la atención mundial y finalizó con su condena a muerte y ejecución.

## Reparto
- Antonella Saldicco como Renate

## Testimonios
- Adrián Unger ( artista plástico nieto de Eugenia Unger)
- Álvaro Abós ( Escritor)
- Paola del Bosco ( Filósofa)
- Daniel Rafecas ( Juez Federal)

## Comentarios
En un reportaje los directores manifestaron que las últimas palabras de Eichmann antes de ser ejecutado en Israel

...alcanzaron para que Eichmann se volviera parte de la historia nacional. Su paso por nuestro país deja desde entonces de ser accidental o estratégico y queda irremediablemente resignificado...sentir tan cercano (y sin quererlo) a uno de los mayores criminales modernos, fue el punto de partida”.

Horacio Bernades en Página 12 opinó.

”… los testimonios… no echan mucha luz sobre un personaje que....habrá tabicado su intimidad con celo de perseguido y eficiencia nazi....otros... testimonios son más o menos los que pueden hallarse en otras fuentes, tanto bibliográficas como cinematográficas.“

Sami Schuster escribe sobre el filme en el sitio web cinefiloserial.com.ar:

”La forma de contar el argumento está muy bien llevada a cabo...con...testimonios muy valiosos de distintas personas...aportan una mirada distinta sobre la temática...Sin embargo, faltaría una identificación de cada uno de ellos...el film se pregunta ¿qué pasó con los nazis...?...¿cómo se ocultaron en nuestro país?.” 

Juan Pablo Pugliese dijo respecto de la película  en el sitio web escribiendocine.com:

”un documental ficcionado …desde un enfoque diferente a lo acostumbrado... hace especial foco en la vida del germano y la mirada que los argentinos tenían sobre él….La mayor virtud...dejar abierta la polémica que se inició hace más de cincuenta años.” 

## Premios y festivales
El vecino alemán se exhibió en la sección Panorama del 31.º Festival Internacional de Cine de Mar del Plata, en la sección competencia de documentales del 26.º Festival Latinoamericano de Biarritz, en el 7.º Festival Internacional de Cine de Balneario Camboriu. y fue galardonado con una Mención Especial del Jurado en el 26.º Sguardi Altrove Film Festival en 2018.